# Jagtial (huyện)

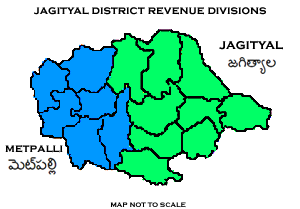
Jagtial District Revenue divisions

Huyện Jagtial là một huyện nằm ở phía Bắc của bang Telangana. Thủ phủ của huyện đặt tại Jagtial. HUyện này từng là một phần của huyện Karimnagar trước khi được tách ra thành huyện độc lập.

## Hành chính
Huyện được phân thành 2 phó huyện (Jagtial và Metpally) và 18 mandal.
| #  | Phó huyện Jagitial | # | Phó huyện Metpalli |
| -- | ------------------ | - | ------------------ |
| 1  | Jagitial           | 1 | Korutla            |
| 2  | Jagitial Rural     | 2 | Metpalli           |
| 3  | Raikal             | 3 | Mallapur           |
| 4  | Sarangapur         | 4 | Ibrahimpatnam      |
| 5  | Beerpur            | 5 | Medipalli          |
| 6  | Dharmapuri         | 6 | Kathlapur          |
| 7  | Buggaram           |   |                    |
| 8  | Pegadapalli        |   |                    |
| 9  | Gollapalli         |   |                    |
| 10 | Mallial            |   |                    |
| 11 | Kodimial           |   |                    |
| 12 | Velgatur           |   |                    |